# Hành chính Đàng Ngoài thời Lê trung hưng

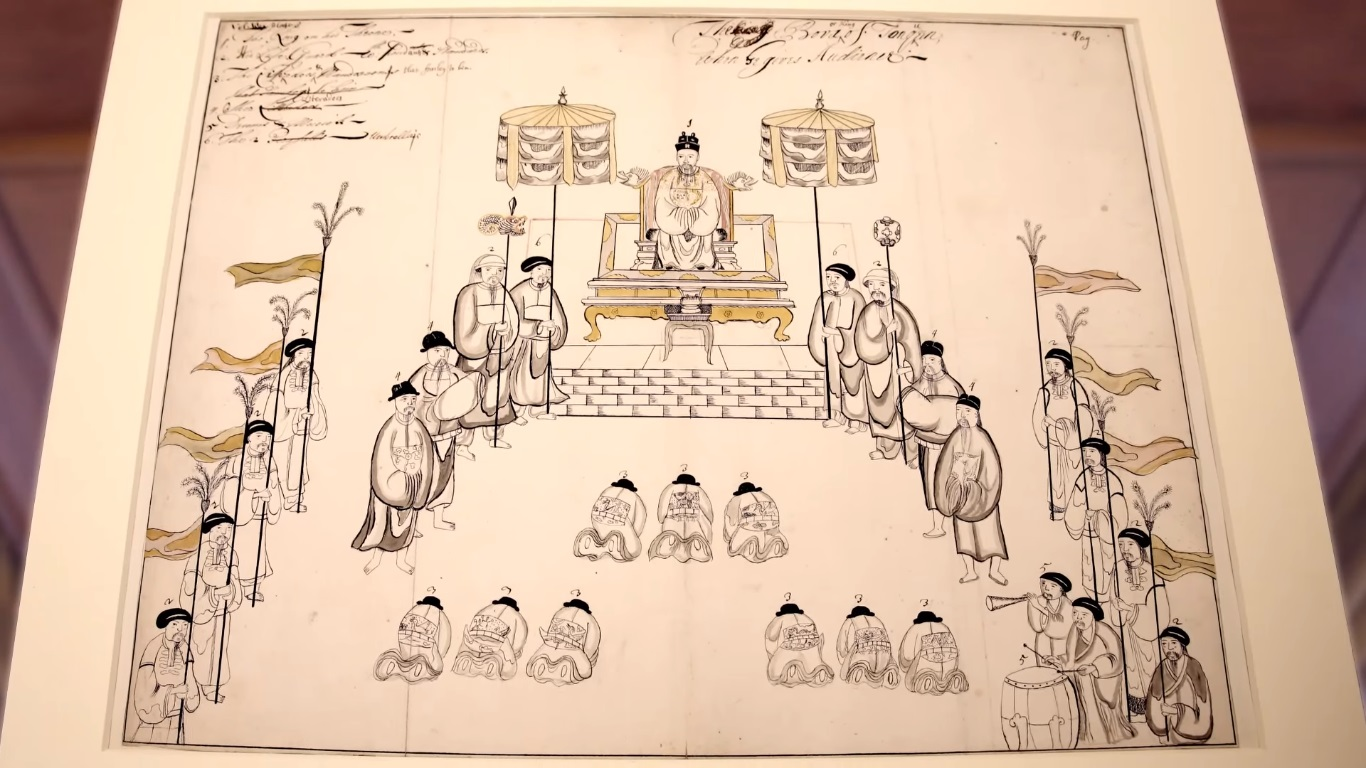
Tranh vẽ cảnh vua Lê thiết triều của Samuel Baron - thời Lê Trung Hưng thế kỷ XVII.

Hành chính Đàng Ngoài thời Lê trung hưng, hay còn gọi là hành chính Đại Việt thời Lê-Trịnh trong lịch sử Việt Nam, phản ánh bộ máy chính quyền từ trung ương đến địa phương ở Đàng Ngoài - miền Bắc Đại Việt từ sông Gianh trở ra. Trong hai thời kỳ: thời kỳ 1533-1599 và thời kỳ từ 1600 đến khi chính quyền Lê-Trịnh sụp đổ cuối thế kỷ 18, bộ máy hành chính có những thay đổi cơ bản.
Thời kỳ đầu là giai đoạn chiến tranh giữa nhà Hậu Lê và nhà Mạc, họ Trịnh giữ vai trò phụ chính nhưng về chức vụ chỉ là quan đầu triều và chưa trở thành chúa. Từ năm 1600, họ Trịnh được lập phủ chúa, chính thức xưng vương thì bộ máy chính quyền hoàn toàn do họ Trịnh sắp đặt theo mô hình mà về cơ bản là giống thời Lê Sơ, chỉ thay đổi chút ít cho phù hợp với tình hình mới.

## Chính quyền trung ương

### Giai đoạn 1533-1599
Xem thêm: Hành chính Đại Việt thời Lê sơ
Về cơ bản, bộ máy hành chính giai đoạn này dựa theo thời Lê Thánh Tông trước đây. Đầu não là Đại Tư đồ, Đại Tư mã, Đại tư không, Tam thái (Thái sư, thái úy, thái bảo), Tam thiếu (Thiếu sư, thiếu úy, thiếu bảo).
Trong triều đình vẫn có tổ chức Lục bộ là Lại Bộ, Lễ Bộ, Hộ Bộ, Binh Bộ, Hình Bộ, Công bộ. Mỗi bộ có một viên Thượng thư và 2 Tả bộ thị lang và cơ quan thường trực là Vụ tư sảnh đứng đầu. Thượng thư có hàm Tòng nhị phẩm, Thị lang có hàm Tòng tam phẩm, còn viên Tư vụ ở Vụ tư sảnh chỉ có hàm tòng bát phẩm.
Giám sát Lục bộ là Lục khoa tương ứng. Giúp việc cho Lục bộ là lục tự, gồm Đại lý tự, Thái thường tự, Quang lộc tự, Thái bộc tự, Hồng lô tự, Thượng bảo tự.
Về ban võ, chúa Trịnh phỏng theo chế độ của thời Lê sơ. Quân lính chia làm 5 phủ gồm đô đốc phủ: trung quân, bắc quân, nam quân, tây quân, đông quân. Mỗi phủ có chức Tả, Hữu đô đốc, Đồng tri và Thiêm sự.

### Giai đoạn 1600-1664

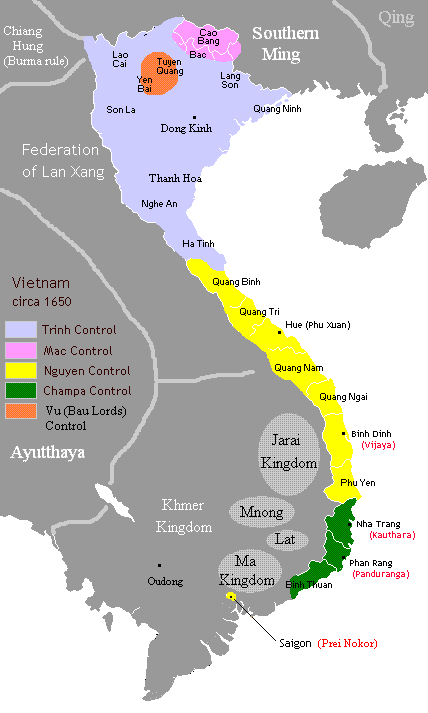
Đại Việt thập niên 1650

Năm 1600, Trịnh Tùng được phong vương, chính thức trở thành chúa. Họ Trịnh được hưởng thế tập ngôi chúa. Từ đây họ Trịnh lập ra hệ thống tổ chức chính quyền ở phủ chúa tương ứng với chính quyền có sẵn bên cung vua.
Trước tiên, Trịnh Tùng bãi bỏ chức Tả, Hữu thừa tướng và Bình chương của thời trước, đặt ra chức Tham tụng làm việc Tể tướng. Quyền lực của Tham tụng rất lớn, đều do chúa Trịnh tiến cử từ các viên Thượng thư (tương đương với Bộ trưởng) hoặc Thị lang lên.
Năm 1601, Trịnh Tùng đặt thêm chức Bồi tụng đảm đương trọng trách trong phủ Chúa. Dưới Tham tụng và Bồi tụng, chúa Trịnh đặt thêm các Phiên, tương đương với các Bộ bên cung vua. Ban đầu chỉ có 3 Phiên là Bộ phiên, Binh phiên và Thủy sư phiên nhằm đáp ứng nhu cầu quản trị của chúa Trịnh trong thời kỳ đầu. Tham tụng và Bồi tụng được gọi là quan Phủ liêu.
Tờ tâu lên vua gọi là sớ, tâu lên chúa gọi là khải.

### Giai đoạn 1664-1718

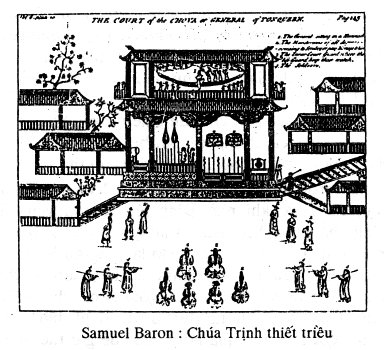
Chúa Trịnh thiết triều, do Samuel Baron vẽ năm 1685.

Tuy có Tam phiên nhưng về cơ bản, trong giai đoạn đầu, chức năng nhiệm vụ chủ chốt vẫn ở Lục bộ. Số Thượng thư Lục bộ trong hơn 100 năm đầu thời Lê trung hưng còn thiếu, mãi đến năm 1664, Trịnh Tạc mới đặt đủ Thượng thư (tương đương Bộ trưởng) cả sáu bộ.
Năm 1675, chúa Trịnh Tạc quy định lại một số chức năng của Lục bộ như sau:
- Lại Bộ: Trông coi việc tuyển bổ, thăng thưởng, xét hạch và thăng giáng quan tước
- Lễ Bộ: Trông coi việc nghi lễ, tế tự, mừng tiệc yến; học hành thi cử, đúc ấn tín; các chi tiết về mũ áo, chương tấu, việc đi cống, đi sứ, vào chầu. Kiêm coi việc thiên văn, y, bốc (bói toán), sư sãi, giáo phường, đồng văn, nhã nhạc.
- Hộ Bộ: Trông coi công việc ruộng đất, tài chính, hộ khẩu, tô thuế kho tàng, thóc tiền và ruộng lộc, thuế muối, sắt.
- Binh Bộ: Trông coi việc binh nhung, cấm vệ, xe ngựa nghi trượng, khí giới, dịch trạm; đặt quan trấn thủ nơi biên cảnh, tổ chức việc giữ gìn các nơi hiểm yếu có dân tộc thiểu số và ứng phó các việc khẩn cấp;
- Hình Bộ: Trông coi việc thi hành luật, lệnh, hành pháp, xét lại các việc tù, ngục, kiện cáo;
- Công bộ: Trông coi việc xây dựng thành trì, sửa chữa cầu đường, cung điện thành trì và quản đốc thợ thuyền; quản lý núi rừng, sông đầm, vườn tược.

Về cơ bản, Lục bộ vẫn nắm quyền hành khá lớn. Dù đặt ra Tam phiên trực thuộc mình và hoàn toàn chi phối Lục bộ nhưng chúa Trịnh vẫn đóng vai trò người phụ tá cao nhất của vua Lê.
Về ban võ, Trịnh Tạc đặt ra chức Chưởng phủ sự, Thự phủ sự và Quyền phủ sự đứng đầu, gọi là quan Ngũ phủ. Họ có nhiệm vụ bàn định các việc trong phủ và tra xét các tờ khải tâu lên. Những người đảm nhận chức vụ này đều là công thần hoặc thân thuộc.

### Từ 1718
Năm 1718, chúa Trịnh Cương lập ra đủ Lục phiên ở phủ chúa: Ngoài Binh phiên và Hộ phiên đặt từ trước, tới lúc đó đặt thêm Lại phiên, Lễ phiên, Hình phiên, Công phiên, tương đương 6 Bộ của triều đình vua Lê (Thủy sư phiên thuộc về Binh phiên). Kể từ lúc này, toàn bộ việc tiền tài, thuế khóa, việc quân, việc dân đều thuộc cả về các phiên ty.
Việc thuế khóa trước kia do 46 hiệu đứng ra thu thì Trịnh Cương gộp cả vào trong 6 cung trực thuộc 6 phiên: Cung tả trưng, Cung hữu trưng, Cung Đông, Cung Nam, Cung Đoài, Cung Bắc.
Đứng đầu các Phiên là Tri phiên (tương đương với Thượng thư bên Lục bộ), Phó tri phiên (tương đương Thị lang), Thiêm tri phiên, Nội sai và Lại phiên cùng thuộc lại tất cả 60 người. Phẩm hàm của các quan lại bên Phiên thì Tri phiên tương đương Thượng thư, Phó tri phiên tương đương Thị Lang, còn các chức khác tương đương đều kém bên Lục bộ 1-2 bậc.

### Thực quyền
Quá trình lập ra Ngũ phủ (ban võ) và Phủ liêu (Ban văn) cùng các cơ quan giúp việc (Lục phiên) là một quá trình thâu tóm quyền hành từ cung vua về phủ chúa. Triều đình vua Lê cuối cùng chỉ còn vài chức quan hư hàm làm nhiệm vụ nghi thức.
Về danh nghĩa, chúa Trịnh chỉ xưng vương và đứng đầu Ngũ phủ, Phủ liêu nhưng trên thực tế lại nắm hết quyền điều hành việc nước.
Các nhà sử học đánh giá, việc lập thêm các cơ quan giúp việc cho phủ chúa thực chất chuyển quyền hành cho chúa Trịnh và làm cồng kềnh thêm bộ máy chính quyền.

## Chính quyền địa phương

### Các đơn vị hành chính

Bản đồ Đại Việt quốc tổng lãm đồ (大越國總覽圖) thời nhà Lê-Trịnh.

Hệ thống chính quyền địa phương thời Lê trung hưng chủ yếu vẫn như thời Lê Thánh Tông: trong nước chia thành các trấn, phủ, huyện, châu và xã.
Tổng cộng cả nước Đại Việt có 13 trấn và 1 phủ Phụng Thiên (奉天) trực thuộc kinh thành Thăng Long, trong đó Đàng Ngoài có 11 trấn (Hai trấn Quảng Nam, Thuận Hóa ở Đàng Trong trong tay chúa Nguyễn), gồm có:
- Hải Dương
- Sơn Nam
- Sơn Tây
- Kinh Bắc
- Lạng Sơn
- Hưng Hóa
- Ninh Sóc (Thái Nguyên)
- Tuyên Quang
- An Quảng
- Thanh Hóa
- Nghệ An

Ban đầu, chúa Trịnh cho đổi các đạo trong nước làm trấn và phân biệt nội trấn với ngoại trấn. Nội trấn là các trấn đồng bằng (Hải Dương, Sơn Nam, Sơn Tây, Kinh Bắc) còn ngoại trấn là những nơi xa (Lạng Sơn, Hưng Hóa, Ninh Sóc, Tuyên Quang, An Quảng). Riêng 2 trấn Thanh Hoa và Nghệ An vẫn giữ nguyên. Khi thắng được họ Mạc lại đặt thêm trấn Cao Bình và đến cuối thời Lê trung hưng lại tách Sơn Nam và Thanh Hóa làm 2, nâng tổng số đơn vị hành chính Đàng Ngoài thành 15.

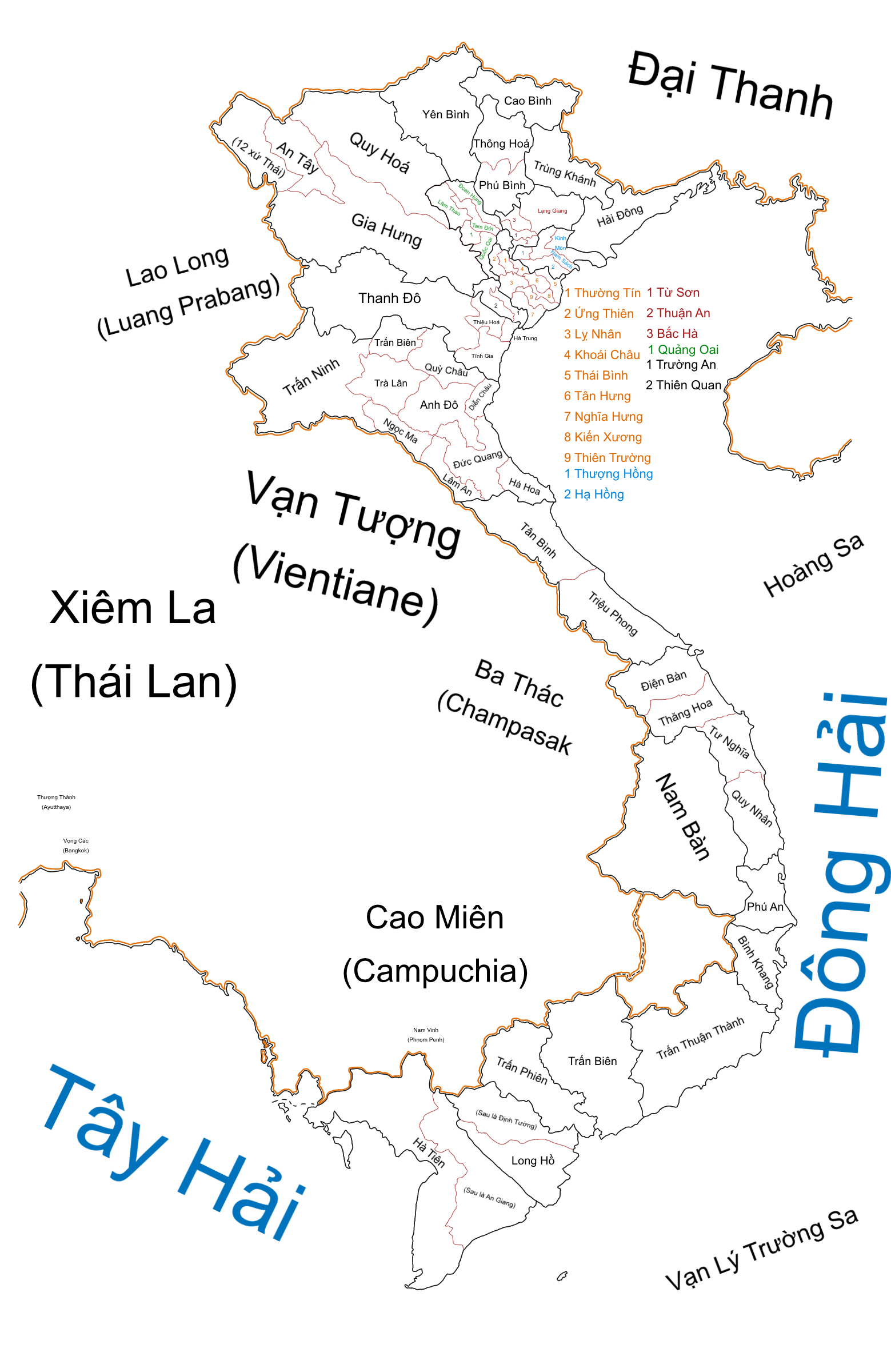
Hành chính đàng Trong và Ngoài giai đoạn 1700

Cụ thể về các đơn vị hành chính thời Lê trung hưng như sau:

#### Phụng Thiên
Ngoài kinh thành gồm có 2 huyện phụ quách Quảng Đức (廣德) và Thọ Xương (壽昌),

#### Sơn Nam thượng
Trấn Sơn Nam (山南) từ thời Lê Hiển Tông tách ra làm lộ Sơn Nam thượng (山南上) (tức Hà Đông cũ, Hưng Yên và Hà Nam hiện nay) và lộ Sơn Nam hạ (tức Nam Định và Thái Bình hiện nay). Gồm có:
- Phủ Thường Tín (常信): gồm các huyện Thanh Trì (青池) (Thanh Trì, Hà Nội hiện nay), Thượng Phúc (上福) (Thường Tín, Hà Nội hiện nay), Phú Nguyên (Phú Xuyên, 富川) (tức huyện Phú Xuyên, Hà Nội)
- Phủ Ứng Thiên (應天), gồm có các huyện: Thanh Oai (青歪) (tức huyện Thanh Oai, Hà Nội), Chương Đức (鄣德) (tức huyện Chương Mỹ, Hà Nội), Sơn Minh (山明) (tức huyện Ứng Hòa, Hà Tây cũ - Hà Nội hiện nay), Hoài An (懷安) (phần nam huyện Ứng Hòa và một phần huyện Mỹ Đức, Hà Nội).
- Phủ Lị Nhân (莅仁): tương đương tỉnh Hà Nam hiện nay; gồm các huyện: Nam Xang (南昌) (huyện Lý Nhân , Hà Nam hiện nay), Kim Bảng (金榜) (Kim Bảng hiện nay), Duy Tiên (維先) (Duy Tiên hiện nay), Thanh Liêm (清廉) (Thanh Liêm hiện nay), Bình Lục (平陸) (Bình Lục hiện nay).
- Phủ Khoái Châu (快州): gồm các huyện Đông Yên (東安) (nay là huyện Khoái Châu thuộc Hưng Yên), Kim Động (金洞) (Kim Động hiện nay), Tiên Lữ (仙侶) (Tiên Lữ hiện nay), Thiên Thi (天施) (Ân Thi hiện nay), Phù Dung (芙蓉) (Phù Cừ hiện nay).

#### Sơn Nam hạ
Lộ Sơn Nam hạ (山南下) tách ra từ thời Lê Hiển Tông, gồm các phủ:
- Phủ Thiên Trường (天長) (một phần Nam Định hiện nay): gồm các huyện Tây Chân (西眞) (Nam Trực và Trực Ninh hiện nay), Giao Thủy (蛟水) (Giao Thủy và Xuân Trường hiện nay), Mỹ Lộc (美祿) (Mỹ Lộc hiện nay), Thượng Nguyên (上元) (nam Mỹ Lộc hiện nay)
- Phủ Nghĩa Hưng (義興) (tức phủ Kiến Hưng thời Trần, một phần Nam Định hiện nay): gồm các huyện Đại An (大安) (Nghĩa Hưng hiện nay), Vọng Doanh (望瀛) (nam Ý Yên hiện nay), Thiên Bản (天本) (Vụ Bản hiện nay), Ý Yên (bắc Ý Yên hiện nay)
- Phủ Thái Bình (太平) (tỉnh Thái Bình hiện nay): gồm các huyện Thụy Anh (瑞英) (Thái Thụy hiện nay), Thanh Lan (青蘭) (Thái Thụy hiện nay), Phụ Dực (附翼) (Quỳnh Phụ hiện nay), Quỳnh Côi (琼𩲡) (Quỳnh Phụ hiện nay), Đông Quan (東關) (Đông Hưng hiện nay).
- Phủ Tân Hưng (新興) (phía tây bắc Thái Bình hiện nay): gồm các huyện: Ngự Thiên (御天) (Hưng Hà hiện nay), Duyên Hà (延河) (Hưng Hà hiện nay), Thần Khê (神溪) (Đông Hưng hiện nay).
- Phủ Kiến Xương (建昌) (nam Thái Bình hiện nay) gồm các huyện: Thư Trì (舒池) (Vũ Thư hiện nay), Vũ Tiên (武仙) (Vũ Thư hiện nay), Chân Định (眞定) (Kiến Xương hiện nay).

#### Kinh Bắc
Trấn Kinh Bắc (京北) gồm có các phủ:
- Phủ Từ Sơn (慈山) gồm các huyện Đông Ngàn (東岸) (huyện Từ Sơn tỉnh Bắc Ninh và huyện Kim Anh của tỉnh Phúc Yên cũ, tức là một phần huyện Sóc Sơn, Hà Nội hiện nay), Yên Phong (安豐) (Yên Phong hiện nay), Tiên Du (仙逾) (Tiên Du hiện nay), Võ Giàng (武江) (một phần Quế Võ hiện nay), Quế Dương (桂楊) (một phần Quế Võ hiện nay).
- Phủ Thuận An (順安) gồm các huyện: Gia Lâm (嘉林) (Gia Lâm hiện nay), Siêu Loại (超類) (Thuận Thành hiện nay), Văn Giang (文江) (Văn Giang hiện nay), Gia Định (嘉定) (Gia Bình hiện nay), Lương Tài (良才).
- Phủ Bắc Hà (北河) gồm các huyện: Tân Phúc (Tiên Phúc (先福)) (Đa Phúc cũ, một phần Sóc Sơn hiện nay), Kim Hoa (金華) (một phần Sóc Sơn hiện nay), Hiệp Hòa (洽和) (Hiệp Hòa hiện nay), Yên Việt (安越) (Việt Yên hiện nay).
- Phủ Lạng Giang (諒江) gồm các huyện Phượng Nhãn (鳳眼) (một phần Yên Dũng hiện nay), Yên Dũng (安勇) (vốn sáp nhập từ hai huyện Yên Ninh (安寧) và Cổ Dũng đời nhà Hồ), Hữu Lũng (右隴) (Hữu Lũng hiện nay), Bảo Lộc (保祿) (Lạng Giang hiện nay), Yên Thế (安世) (Yên Thế và Tân Yên hiện nay), Lục Ngạn (陸岸) (Lục Ngạn hiện nay).

#### Sơn Tây
Trấn Sơn Tây (山西) gồm các phủ:
- Phủ Quốc Oai (國威) gồm các huyện: Từ Liêm (慈廉) (Từ Liêm hiện nay), Thạch Thất (石室) (Thạch Thất hiện nay), Đan Phượng (丹鳳) (Đan Phượng hiện nay), Mỹ Lương (美良) (Mỹ Đức, Hà Nội và Lương Sơn, Hòa Bình hiện nay), Phúc Lộc (福祿) (Phúc Thọ hiện nay)
- Phủ Tam Đới (三帶) gồm có các huyện: Yên Lãng (安朗) (Yên Lãng hiện nay), Yên Lạc (安樂) (Yên Lạc hiện nay), Bạch Hạc (白鶴) (Vĩnh Tường hiện nay), Lập Thạch (立石) (Lập Thạch hiện nay), Phù Khang (扶康, là tên gọi trong giai đoạn Lê trung hưng 1592-1788) (Phù Ninh hiện nay)
- Phủ Thao Giang (洮江) gồm các huyện Sơn Vi (山闈) (Lâm Thao hiện nay), Thanh Ba (青波) (Thanh Ba hiện nay), Hoa Khê (華溪) (Cẩm Khê hiện nay), Hạ Hoa (夏華) (Hạ Hòa hiện nay), Tam Nông (三農) (Tam Nông hiện nay).
- Phủ Đoan Hùng (端雄) gồm các huyện: Đông Quan (東關, nguyên là huyện Đông Lan (東蘭) trước năm 1498 thời Lê sơ) (tương đương khu vực ngã ba sông Lô và sông Chảy hiện nay), Tây Quan (西關, nguyên là huyện Tây Lan (西蘭) trước năm 1498 thời Lê sơ) (hữu ngạn sông Lô cạnh Phù Ninh hiện nay), Sơn Dương (山陽) (Sơn Dương thuộc Tuyên Quang hiện nay), Đương Đạo (當道) (đông bắc Sơn Dương hiện nay), Tam Dương (三陽) (Tam Dương, Vĩnh Phúc hiện nay)
- Phủ Quảng Oai (廣威) gồm các huyện Minh Nghĩa (明義) (tức thị xã Sơn Tây và một phần Ba Vì hiện nay), Tân Phong (Tiên Phong (先豊), đổi tên năm 1600) (một phần Ba Vì hiện nay). Sau những năm 1705-1720 (niên hiệu Vĩnh Thịnh), phủ Quảng Oai sáp nhập thêm huyện Bất Bạt (不拔) từ phủ Đà Giang.
- Phủ Đà Giang (沱江) (tồn tại đến những năm 1705, trước gồm hai huyện Tam Nông và Bất Bạt).

#### Hải Dương
Trấn Hải Dương (海陽) gồm các phủ:
- Phủ Thượng Hồng (上洪) gồm các huyện: Đường Hào (唐豪) (Mỹ Hào hiện nay), Đường Yên (唐安) (Bình Giang hiện nay), Cẩm Giàng (錦江) (Cẩm Giàng hiện nay).
- Phủ Hạ Hồng (下洪) gồm các huyệnː Gia Phúc (嘉福), Thanh Miện (青沔) (Thanh Miện hiện nay), Tứ Kỳ (四岐, Tứ Kỳ hiện nay), Vĩnh Lại (永賴) (Vĩnh Bảo, Hải Phòng hiện nay).
- Phủ Nam Sách gồm các huyện: Thanh Lâm (青林) (Nam Sách hiện nay), Chí Linh (至灵) (Chí Linh hiện nay), Thanh Hà (青河, nguyên là Bình Hà (平河) trước năm 1600) (Thanh Hà hiện nay), Tiên Minh (Tân Minh (新明) trước năm 1600) (Tiên Lãng, Hải Phòng hiện nay).
- Phủ Kinh Môn (荊門) gồm các huyện: Giáp Sơn (夹山) (Kinh Môn hiện nay), Đông Triều (東潮) (Đông Triều hiện nay), An Lão (安老) (An Lão hiện nay), Nghi Dương (宜陽) (Kiến Thụy hiện nay), Kim Thành (Kim Thành hiện nay), Thủy Đường (水棠) (Thủy Nguyên hiện nay), An Dương (安陽) (An Dương hiện nay).

#### An Quảng
Trấn An Quảng, trước năm 1600 có tên là trấn An Bang (安邦), gồm có 1 phủ:
- Phủ Hải Đông (海東) gồm các huyện: Hoành Bồ (橫蒲) (Hoành Bồ hiện nay), Yên Hưng (安興) (Yên Hưng hiện nay), Hoa Phong (花封) (Cát Hải hiện nay) và các châu: Tiên Yên (先安州) (huyện Tiên Yên hiện nay), Vạn Ninh (萬寧) (Móng Cái hiện nay), Vĩnh An (永安州) (thuộc Quảng Tây, Trung Quốc hiện nay), Vân Đồn (雲吨) (cù lao Lợn Lòi phía đông vịnh Bái Tử Long).

#### Lạng Sơn
Trấn Lạng Sơn (諒山) gồm 1 phủ:
- Phủ Trùng Khánh (重慶) (tỉnh Lạng Sơn hiện nay) gồm các châu: Thất Tuyền (七泉, vốn là Thất Nguyên trước thời nhà Mạc) (huyện Tràng Định hiện nay), Văn Uyên (文淵) (huyện Văn Lãng hiện nay), Thoát Lãng (脫朗), Văn Lan (文蘭) (một phần Chi Lăng và Văn Quan hiện nay), Ôn (温州) (một phần Chi Lăng hiện nay), Lộc Bình (祿平) (Lộc Bình và Cao Lộc hiện nay), An Bác (安搏) (Đình Lập và huyện Sơn Động, Bắc Giang hiện nay).

#### Thái Nguyên
Trấn Thái Nguyên (thời Lê sơ từng là Ninh Sóc (寧朔)) gồm các phủ:
- Phủ Phú Bình (富平) gồm các huyện Phổ Yên (普安) (Phổ Yên thuộc Thái Nguyên hiện nay), Đại Từ (大慈) (Đại Từ thuộc Thái Nguyên hiện nay), Tư Nông (司農) (Phú Bình hiện nay), Bình Tuyền (平泉, trước thời nhà Mạc là Bình Nguyên) (Bình Xuyên, Vĩnh Phúc hiện nay), Đồng Hỷ (同喜) (Đồng Hỷ hiện nay), Phú Lương (富良), Văn Lãng (Văn Lang (文郎)) (ngày nay thuộc đất huyện Đại Từ), Võ Nhai (武崖) (Võ Nhai hiện nay) và châu Định Hóa (定化) (Định Hóa hiện nay).
- Phủ Thông Hóa (通化) (tỉnh Bắc Kạn hiện nay) gồm huyện Cảm Hóa (感化) (Ngân Sơn và Na Rì hiện nay) và châu Bạch Thông (白通) (Bạch Thông, Chợ Đồn và Chợ Mới hiện nay).

#### Cao Bình
Từ năm 1677 sau khi dẹp họ Mạc cát cứ, lập ra trấn Cao Bình (高平) (tương đương tỉnh Cao Bằng hiện nay), gồm các châu: Thạch Lâm (石林) (Hòa An, Nguyên Bình và Thạch An hiện nay), Quảng Uyên (Nguyên) (廣源) (Quảng Uyên và Phục Hòa hiện nay), Thượng Lang (上琅) (Trà Lĩnh và Trùng Khánh hiện nay), Hạ Lang (下琅) (Hạ Lang hiện nay).

#### Tuyên Quang
Trấn Tuyên Quang (宣光, có thời gọi là Minh Quang (明光), thời chúa Bầu cát cứ gọi là dinh An Tây (An Tây thừa tuyên, 安西丞揎) gồm có 1 phủ:
- Phủ Yên Bình (安平) gồm huyện Phúc Yên (福安) (Yên Sơn và Hàm Yên hiện nay), và các châu: Vị Xuyên (渭川, nguyên là châu Bình Nguyên (平原) thời Hồng Đức (1470-1497) nhà Lê sơ) (Vị Xuyên và Hoàng Su Phì thuộc Hà Giang hiện nay), Lục Yên (陸安), Thu Vật (收芴) (Yên Bình thuộc Yên Bái hiện nay), Đại Man (大蠻) (Chiêm Hóa hiện nay), Bảo Lạc (保樂) (Bảo Lạc thuộc Cao Bằng hiện nay).

#### Hưng Hóa
Trấn Hưng Hóa (興化) gồm các phủ:

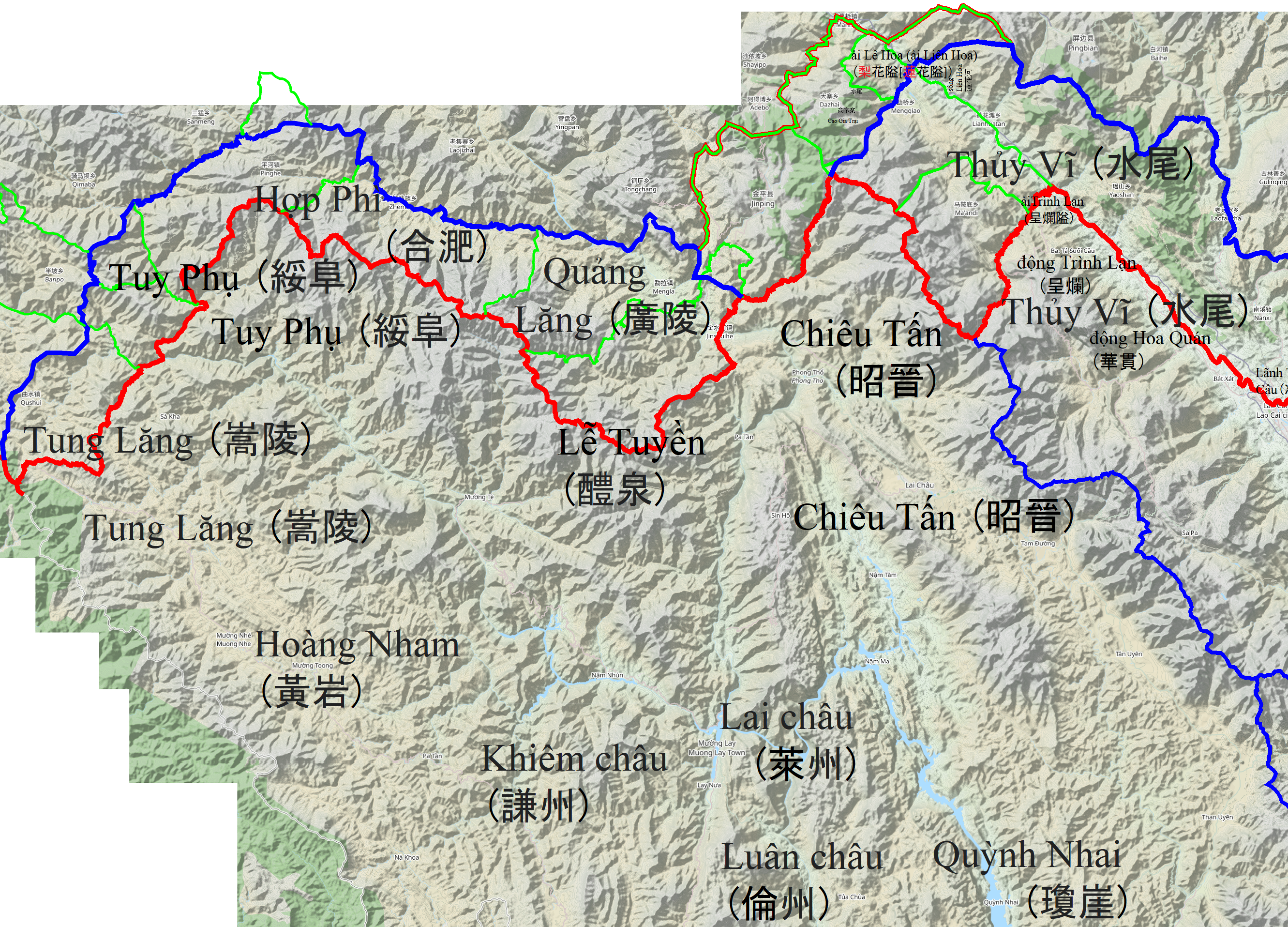
Bản đồ Phủ An Tây trấn Hưng Hóa của Đại Việt thời Hậu Lê cho đến giữa thế kỷ 17.

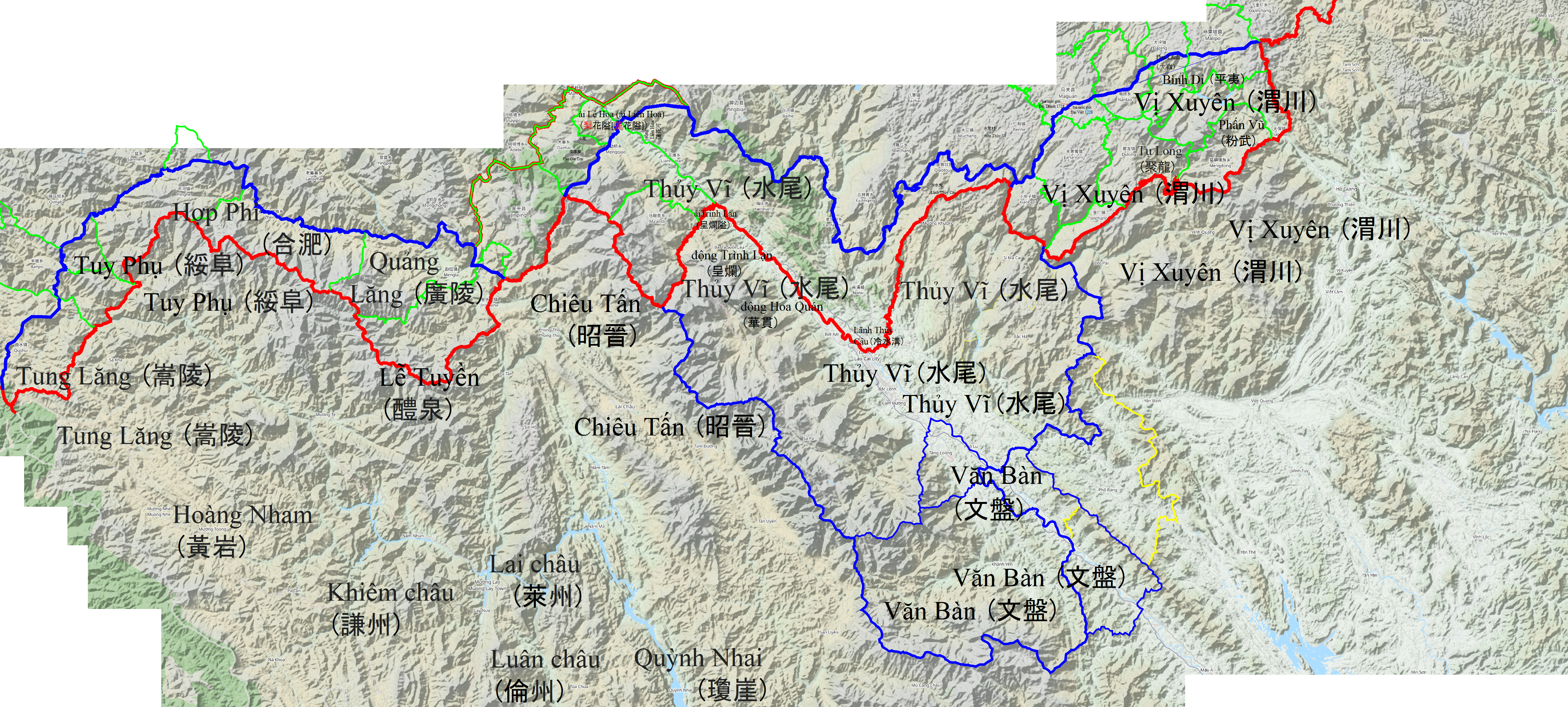
Bản đồ châu Thủy Vĩ phủ Quy Hóa trấn Hưng Hóa nước Đại Việt thời Hậu Lê cho đến gữa thế kỷ 17.

- Phủ Gia Hưng (嘉興) gồm các châu huyện: Thanh Nguyên (青原) (Thanh Sơn và Thanh Thủy thuộc Phú Thọ hiện nay), Phù Hoa (扶華) (Phù Yên thuộc Sơn La hiện nay), Mai Châu (枚州) (nam Mai Châu thuộc Hòa Bình hiện nay), Mộc Châu (木州) (phần còn lại của Mai Châu thuộc Hòa Bình và Mộc Châu thuộc Sơn La hiện nay), Việt Châu (越州) (Yên Châu hiện nay), Thuận Châu (順州) (Thuận Châu hiện nay). Sau tách thêm từ Thuận Châu lập thành 3 châu nữa làː Mai Sơn (枚山) (các huyện Sông Mã, Sốp Cộp, Mai Sơn tỉnh Sơn La ngày nay), Tuần Giáo (遵教), Sơn La (山羅). Năm Cảnh Hưng 36 (1775), chia tách thêm từ Mộc Châu hai châu nữa là Đà Bắc (沱北) và Mã Nam (馬南, sau Mã Nam mất về lãnh thổ Lào, nay là đất huyện Sop Bao Hủa Phăn Lào). Cũng vào cuối thời Lê Cảnh Hưng, phủ Gia Hưng sáp nhập thêm đất Mường Thanh, sau khi nhà Lê đánh dẹp xong Hoàng Công Chất, và lập ra châu Ninh Biên (寧編) (Điện Biên Phủ ngày nay).
- Phủ Quy Hóa (歸化) gồm các châu huyện: Văn Chấn (文鎮) (Văn Chấn thuộc Yên Bái hiện nay), Yên Lập (安立, Yên Lập thuộc Phú Thọ hiện nay), Trấn Yên (鎮安) (Trấn Yên thuộc Yên Bái hiện nay), Văn Bàn (文盤) (Văn Bàn thuộc Lào Cai hiện nay), Thủy Vĩ (水尾) (thành phố Lào Cai hiện nay)
- Phủ An Tây (安西) gồm các châu: Chiêu Tấn (昭晉) (Bình Lư và Phong Thổ hiện nay), Quỳnh Nhai (瓊崖) (Quỳnh Nhai thuộc Sơn La hiện nay), Lai (來州) (thị xã Mường Lay và huyện Mường Tè hiện nay), Luân (倫州) (huyện Tủa Chùa nằm giữa Quỳnh Nhai và Tuần Giáo hiện nay). Ngoài ra phủ An Tây còn 7 châu là: Hợp Phì (合肥), Tung Lăng (嵩陵), Quảng Lăng (廣陵), Tuy Phụ (綏阜), Lễ Tuyền (醴泉), Hoàng Nham (黃岩), Khiêm (謙州), kể từ giữa thế kỷ 17 thời Lê trung hưng đã mất về lãnh thổ nhà Thanh Trung Quốc.

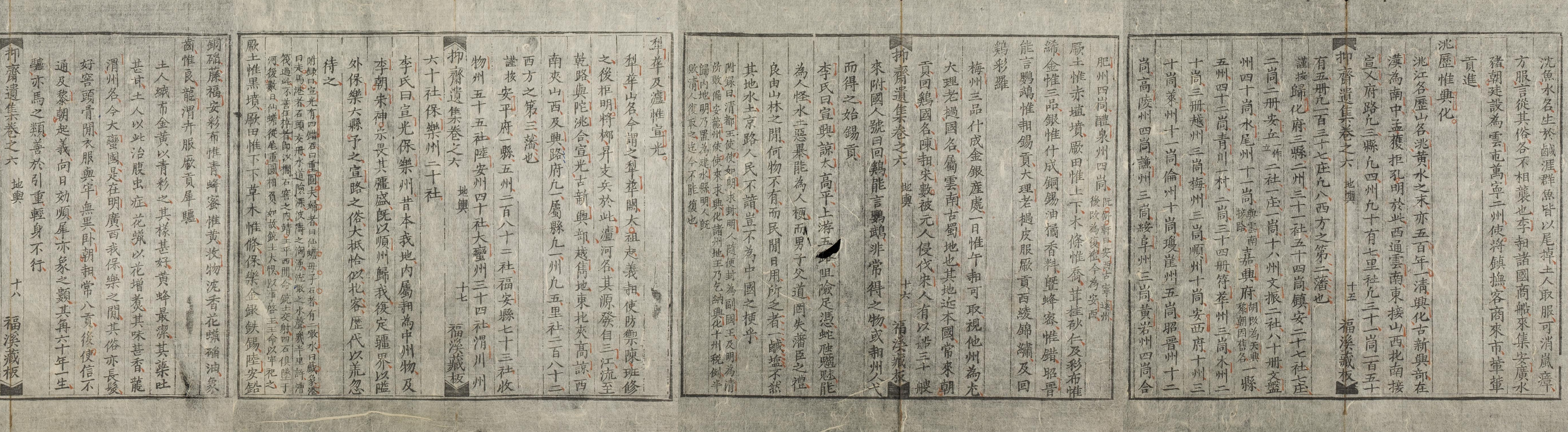
Ức Trai di tập, Quyển 6 trang 15-18, địa dư chí viết về Hưng Hóa và Tuyên Quang.

#### Thanh Hoa ngoại
Gồm các phủ:
- Phủ Trường Yên (長安) (đông Ninh Bình hiện nay) gồm các huyện: Gia Viễn (嘉遠) (Gia Viễn hiện nay), Yên Mô (安謨) (Yên Mô hiện nay), Yên Khang (nguyên là Yên Ninh (安寧)) (Yên Khánh hiện nay).
- Phủ Thiên Quan (天關) (tây Ninh Bình hiện nay) gồm các huyện Phụng Hóa (奉化) (Nho Quan hiện nay), Yên Hoá (安化) (tây Gia Viễn hiện nay), Lạc Thổ (樂土) (huyện Lạc Sơn tỉnh Hòa Bình hiện nay).

#### Thanh Hoa nội
Trấn Thanh Hoa nội (清華) gồm các phủ:
- Phủ Thiệu Thiên (Thiệu Hóa) gồm các huyện Thụy Nguyên (từng mang tên Ứng Thụy và Lương Giang, tức các Thiệu Hóa và Ngọc Lặc), Vĩnh Ninh (huyện Vĩnh Lộc), Đông Sơn, Lôi Dương (huyện Thọ Xuân và một phần huyện Thường Xuân), Yên Định, Cẩm Thủy, Thạch Thành, Bình Giang (tây bắc huyện Thạch Thành).
- Phủ Hà Trung có các huyện: Hoằng Hóa, Thuần Hựu (huyện Hậu Lộc), Tống Sơn (huyện Hà Trung), Nga Sơn.
- Phủ Tĩnh Gia có các huyện: Nông Cống (các huyện Nông Cống, Triệu Sơn và Như Xuân), Ngọc Sơn (thị xã Nghi Sơn), Quảng Xương.
- Phủ Thanh Đô có huyện Thọ Xuân (huyện Thường Xuân, khác với huyện Thọ Xuân thuộc phủ Thiệu Thiên[15]) và các châu: Quan Gia (gần biên giới Lào hiện nay), Tầm (tây bắc huyện Quan Hóa), Lang Chánh, Sầm (Sầm Nưa thuộc Lào hiện nay[16]).

#### Nghệ An
Xứ Nghệ An (乂安) tương đương hai tỉnh Nghệ An và Hà Tĩnh hiện nay, gồm các phủ:
- Phủ Diễn Châu (演州) gồm các huyện Đông Thành (Diễn Châu và Yên Thành hiện nay), Quỳnh Lưu (Quỳnh Lưu và một phần Nam Đàn hiện nay)
- Phủ Anh Đô (英都) gồm các huyện: Hưng Nguyên (Hưng Nguyên hiện nay), Nam Đường (Anh Sơn và Nam Đàn hiện nay)
- Phủ Đức Quang gồm các huyện Thiên Lộc (Can Lộc hiện nay), Chân Phúc (Nghi Lộc hiện nay), Thanh Chương (Thanh Chương hiện nay), Hương Sơn (Hương Sơn và Hương Khê hiện nay), Nghi Xuân (Nghi Xuân hiện nay).
- Phủ Hà Hoa gồm các huyện Thạch Hà (Thạch Hà hiện nay), Kỳ Hoa (Kỳ Anh và Cẩm Xuyên hiện nay).
- Phủ Quỳ Châu (葵州) (huyện Quỳ Châu hiện nay), gồm các huyện Thúy Vân và Trung Sơn.
- Phủ Trà Lân (茶麟) gồm 4 huyện Tương Dương (Tương Dương hiện nay), Kỳ Sơn (Kỳ Sơn hiện nay), Vĩnh Khang (một phần Tương Dương hiện nay), Hội Nguyên (tả ngạn sông Lam từ Thanh Chương đến cửa Rào)
- Phủ Ngọc Ma (玊麻) gồm có châu Trịnh Cao (châu gồm 12 động) thuộc Lào hiện nay).
- Phủ Lâm An (臨安)[18] chỉ có 1 châu Quy Hợp (歸合) gồm 12 động và 11 sách, vốn là đất Bồn Man nay khoảng huyện Hương Khê Hà Tĩnh và huyện Nakai Khăm Muộn Lào, đầu nguồn của sông Ngàn Sâu[19]
- Phủ Trấn Ninh (鎮寜): gồm 7 huyện đặt năm 1480 thời Hồng Đức nhà Lê sơ: Quang Vinh (光荣), Minh Quảng (明廣), Cảnh Thuần (景淳), Kim Sơn (金山), Thanh Vị (清渭), Châu Lang (珠琅), Trung Thuận (忠顺), đều thuộc Xiêng Khoảng Lào hiện nay).
- Phủ Trấn Biên: thuộc đất Hủa Phăn Lào hiện nay.
- Ngoài ra, còn có Châu Bắc Bố Chính (thị xã Ba Đồn và các huyện Quảng Trạch, Tuyên Hóa, Minh Hóa thuộc tỉnh Quảng Bình hiện nay) vốn thuộc trấn Thuận Hóa.

### Bộ máy chính quyền địa phương

#### Cơ quan cấp trấn
Đứng đầu các trấn là các cơ quan Trấn ty, Thừa ty và Hiến ty. Trấn ty có nhiệm vụ như Đô ty thời Lê Thánh Tông, là giữ binh quyền và phụ trách tuần phòng địa phương.
Đứng đầu cơ quan Trấn ty là quan Trấn thủ, Đốc trấn và Lưu thủ. Các trấn gần thì đặt chức Trấn thủ nhưng các trấn xa thì đặt chức Đốc trấn; với Thanh Hoa là đất căn bản thì đặt chức Lưu thủ. Tuy tên gọi khác nhau nhưng thực chất nhiệm vụ thì như nhau. Chức quan trấn thủ ở địa phương là quan trọng nhất nên các chúa Trịnh chỉ dùng người thân thích và tin cậy vào chức vụ này.
Sang thời Trịnh Cương đặt thêm chức Tuần thủ ở các trấn để đi tuần phòng. Đến thời Trịnh Giang đổi gọi các chức Lưu thủ, Trấn thủ, Đốc trấn thành Đốc phủ. Ngoài ra tại các trấn còn có chức Đốc đồng (coi việc kiện cáo); tại trấn lớn như Nghệ An đặt thêm chức Đốc thị coi việc biên cương, lấy cả quan văn vào làm.
Nhiệm vụ của Thừa ty và Hiến ty như thời Lê sơ: Thừa ty trông coi hành chính (hộ tịch, ruộng thóc, kiện tụng), Hiến ty lo việc tư pháp (tuần hành, khảo khóa, khám xét, xét hỏi, hội đồng kiểm soát).

#### Cơ quan cấp xã
Ở cấp xã, sau nhiều năm loạn lạc, các chúa Trịnh có quan tâm củng cố chút ít bộ máy cấp xã, nhưng thực chất vẫn lỏng lẻo không quản lý được sát sao như thời Lê Sơ.
Sang niên hiệu Cảnh Trị thời Lê Huyền Tông (1663-1672), chúa Trịnh Tạc đề ra quy định khảo xét Xã trưởng 3 năm 1 lần; những ai có thành tích được thăng làm quan huyện.
Sau khi Trịnh Cương mất (1729), chính sự thời Trịnh Giang suy đồi, phép khảo xét định kỳ đối với Xã trưởng không thực hiện. Bộ máy cấp xã dần dần thêm lỏng lẻo, chức Xã trưởng cũng không được coi trọng. Sang thời Lê Thuần Tông (1732 – 1735), Trịnh Giang để cho nhân dân địa phương hoàn toàn tự quyết việc lập Xã trưởng. Chính quyền càng ngày càng không quản lý nổi địa bàn cấp xã, thôn.

## Việc để mất lãnh thổ phía bắc sang Trung Quốc trong các thế kỷ 17, 18
Việc để mất 6-7 châu (các châuː Hợp Phì, Tung Lăng (còn gọi là Cao Lăng), Quảng Lăng, Tuy Phụ, Hoàng Nham, Lễ Tuyền và Khiêm) thuộc phủ An Tây trấn Hưng Hóa vào khoảng giữa thế kỷ 17, thường được các sử quan triều đình vua Lê - chúa Trịnh chép trong chính sử nhà Lê trung hưng là do Hoàng Công Toản con trai Hoàng Công Chất sau khi bị quân triều đình đánh dẹp, chạy sang Vân Nam Trung Quốc và dâng các đất đai vùng tây bắc Đại Việt này cho nhà Thanh.

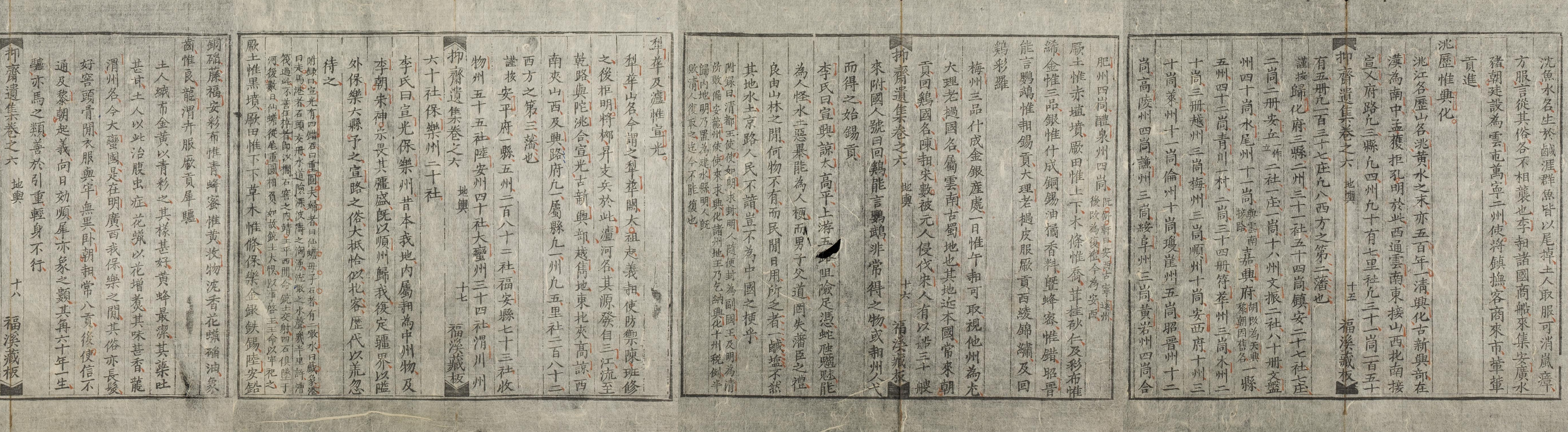
Ức Trai di tập, Quyển 6 trang 15-18, địa dư chí viết về Hưng Hóa và Tuyên Quang.

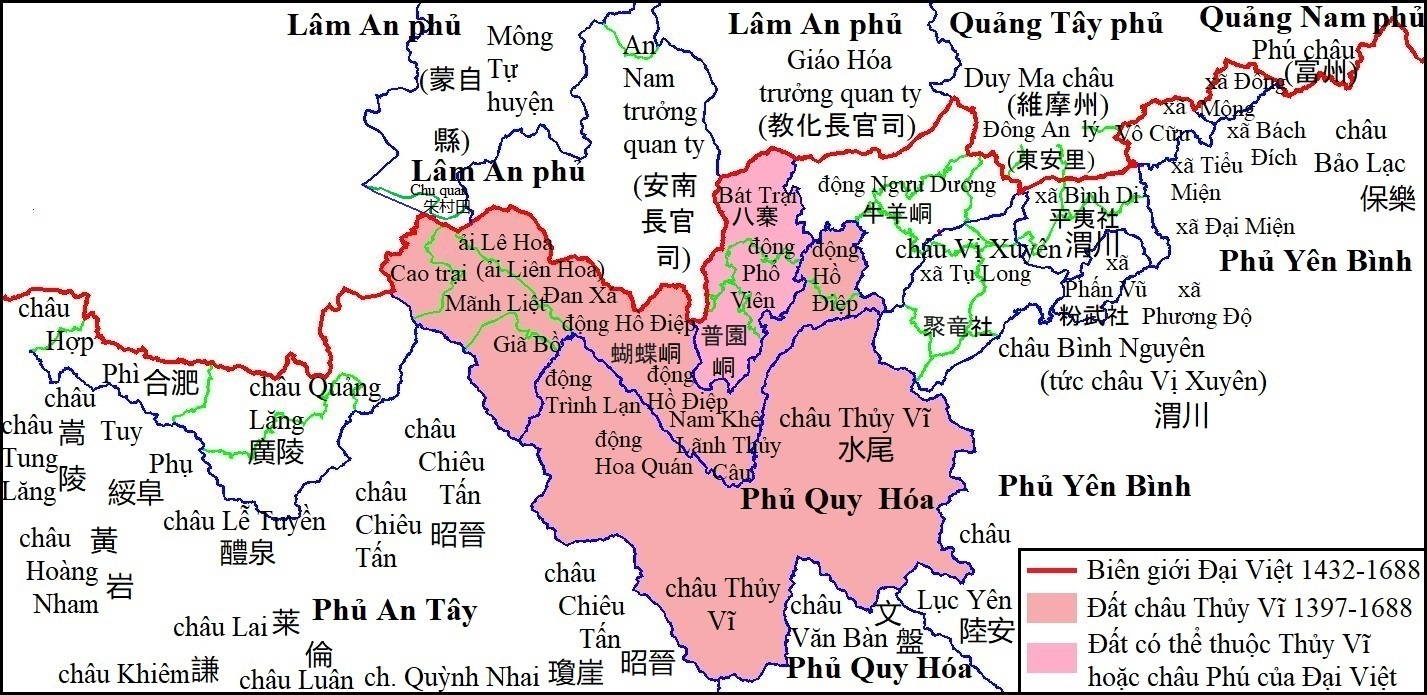
Ải Lê Hoa trong bản đồ châu Thủy Vĩ thời kỳ 1397 - 1688, trên vùng biên giới Đại Việt - Đại Minh 1428-1644, và biên giới Đại Việt - Đại Thanh 1644-1688.